# Freenet
Freenet là một nền tảng ngang hàng để giao tiếp chống kiểm duyệt. Nó sử dụng một kho lưu trữ dữ liệu phân tán phi tập trung để lưu giữ và cung cấp thông tin, và có một bộ phần mềm miễn phí để xuất bản và giao tiếp trên Web mà không sợ kiểm duyệt. :151 Cả Freenet và một số công cụ liên quan của nó ban đầu được thiết kế bởi Ian Clarke, người đã xác định mục tiêu của Freenet là cung cấp quyền tự do ngôn luận trên Internet với khả năng bảo vệ ẩn danh mạnh mẽ.
Kho dữ liệu phân tán của Freenet được nhiều chương trình và plugin của bên thứ ba sử dụng để cung cấp chia sẻ tiểu blog và chia sẻ file truyền thông, theo dõi phiên bản một cách ẩn danh và phi tập trung, viết blog, một trang web tin cậy chung để chống spam phi tập trung, Shoeshop để sử dụng Freenet trên Sneakernet, v.v...

## Lịch sử
Nguồn gốc của Freenet có thể được bắt nguồn từ dự án sinh viên của Ian Clarke tại Đại học Edinburgh, nơi anh đã hoàn thành như một yêu cầu tốt nghiệp vào mùa hè năm 1999. Báo cáo chưa được công bố của Ian Clarke "Một hệ thống lưu trữ và truy xuất thông tin phi tập trung phân tán" (1999) đã cung cấp nền tảng cho bài báo bán kết hợp với các nhà nghiên cứu khác, "Freenet: Hệ thống lưu trữ và truy xuất thông tin ẩn danh phân tán" (2001). Theo CiteSeer, nó đã trở thành một trong những bài báo khoa học máy tính được trích dẫn thường xuyên nhất vào năm 2002.
Các nhà nghiên cứu đề xuất rằng Freenet có thể cho phép ẩn danh trên Internet bằng cách lưu trữ các đoạn nội dung được mã hóa nhỏ được phân phối trên máy tính của người dùng và chỉ kết nối qua các máy tính trung gian chuyển yêu cầu nội dung và gửi lại mà không biết nội dung của tệp đầy đủ, tương tự để biết cách các bộ định tuyến trên các gói Internet mà không biết gì về các tập tin, ngoại trừ Freenet có bộ nhớ đệm, một lớp mã hóa mạnh và không phụ thuộc vào các cấu trúc tập trung. Điều này cho phép người dùng xuất bản ẩn danh hoặc truy xuất các loại thông tin khác nhau. :152

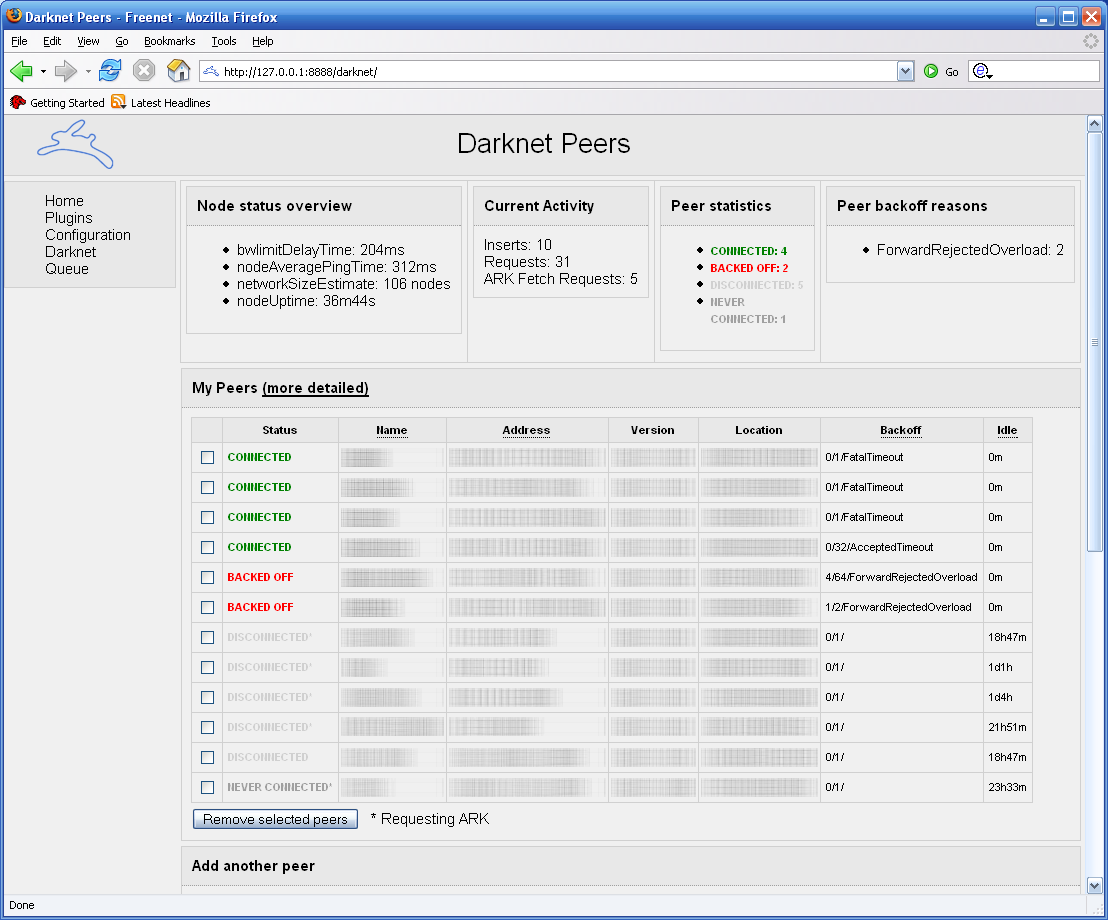
Danh sách đồng nghiệp Freenet 0.7 darknet.

Freenet đã được phát triển liên tục từ năm 2000.
Freenet 0.7, được phát hành vào ngày 8 tháng 5 năm 2008, là một bản viết lại chính kết hợp một số thay đổi cơ bản. Thay đổi cơ bản nhất là hỗ trợ cho hoạt động của darknet. Phiên bản 0.7 cung cấp hai chế độ hoạt động: chế độ chỉ kết nối với bạn bè và chế độ opennet trong đó nó kết nối với bất kỳ người dùng Freenet nào khác. Cả hai chế độ có thể được chạy đồng thời. Khi người dùng chuyển sang hoạt động darknet thuần túy, Freenet trở nên rất khó phát hiện từ bên ngoài. Lớp vận chuyển được tạo cho chế độ darknet cho phép liên lạc qua các tuyến bị hạn chế thường thấy trong các mạng lưới, miễn là các kết nối này tuân theo cấu trúc thế giới nhỏ. :815–816 Các sửa đổi khác bao gồm chuyển đổi từ TCP sang UDP, cho phép đục lỗ UDP cùng với việc truyền tin nhắn nhanh hơn giữa các đồng nghiệp trong mạng.
Freenet 0.7.5, được phát hành vào ngày 12 tháng 6 năm 2009, cung cấp nhiều cải tiến hơn phiên bản 0.7. Chúng bao gồm giảm mức sử dụng bộ nhớ, chèn và truy xuất nội dung nhanh hơn, cải thiện đáng kể giao diện web FProxy được sử dụng để duyệt tự do và một số lượng lớn các lỗi nhỏ hơn, cải tiến hiệu suất và cải thiện khả năng sử dụng. Phiên bản 0.7.5 cũng được cung cấp cùng với phiên bản mới của trình cài đặt Windows.
Kể từ bản dựng 1226, được phát hành vào ngày 30 tháng 7 năm 2009, các tính năng đã được viết bao gồm các cải tiến bảo mật đáng kể chống lại cả những kẻ tấn công hoạt động trên mạng và thu giữ vật lý của máy tính chạy nút.
Kể từ bản dựng 1468, được phát hành vào ngày 11 tháng 7 năm 2015, lõi Freenet đã ngừng sử dụng cơ sở dữ liệu db4o và đặt nền tảng cho giao diện hiệu quả cho plugin Web of Trust cung cấp khả năng chống spam.
Freenet luôn là phần mềm miễn phí, nhưng cho đến năm 2011, nó yêu cầu người dùng cài đặt Java. Vấn đề này đã được giải quyết bằng cách làm cho Freenet tương thích với OpenJDK, một triển khai nguồn mở và miễn phí của Nền tảng Java.
Vào ngày 11 tháng 2 năm 2015, Freenet đã nhận được giải thưởng SUMA vì "bảo vệ chống lại sự giám sát toàn diện".